# Impasse Saint-Paul
L'impasse Saint-Paul est une voie située dans le quartier de Charonne du 20e arrondissement de Paris.

## Situation et accès
L'impasse Saint-Paul est desservie à proximité par la ligne 9 à la station Maraîchers.

## Origine du nom
Cette voie prend son nom en référence humoristique à son débouché sur le passage Dieu et ainsi qu'à sa proximité avec l'impasse Saint-Pierre et l'impasse Satan.

## Historique
Cette voie est ouverte sous sa dénomination actuelle en 1861 et raccordée au réseau d'assainissement collectif par un arrêté du 23 mars 1976.